# Intercesor (África)
En el cristianismo, se dijo intercesor en la Iglesia de África durante el siglo IV y el siglo V, a los obispos administradores de una diócesis vacante.

## Finalidad
El obispo era designado por el primado para timonear el obispado y facilitar la elección de un nuevo obispo.

## Abusos
Empero este cometido dio lugar a los siguientes abusos:
- El primero fue que los intercesores aprovechaban la oportunidad de ganarse el favor del pueblo y del clero, y se hacían escoger para el obispado vacante, siempre que fuese más opulento u honroso que el suyo propio, especie de traslación que jamás consintió la iglesia.
- El segundo que hacían algunas veces pervivir lago tiempo la vacante en provecho suyo particular.

## Concilio de Cartago
El V Concilio de Cartago puso a esto arreglo, ordenando lo siguiente:
- Que el oficio de intercesor no pudiese ser profesado por más tiempo de un año por el mismo obispo y que se nombrase otro si durante este tiempo no había pertrechado a la elección de un sucesor
- Que ningún intercesor aun cuando tuviese a su favor los votos del pueblo, pudiera ser ubicado en la silla episcopal, cuya administración le hubiese estado encomendada durante la vacante.

## San Gregorio
Esta disciplina no fue solo singular de África sino que estuvo imperante por algunos siglos en otras provincias, pues que de estos intercesores, aunque con el nombre de visitadores, se hacen remembranza muchas veces en las cartas de San Gregorio, y en especial en el libro XIII, epístola XIX, en donde están perfectamente formulados los deberes del visitador, y en el siglo IX aun regia esta disciplina.
Como se ha dicho anteriormente, estos intercesores con frecuencia en vez de procurar la concordia en el pueblo y apresurar la elección, alimentaban las disensiones, con objeto de que estuviera mucho tiempo vacante la cátedra, y ellos continuaran en su encargo, que trató remediar el concilio citado con el canon LXXIV.